# Ralph Baer
Ralph Henry Baer (Rodalben, 8 marzo 1922 – Manchester, 6 dicembre 2014) è stato un inventore e ingegnere tedesco.
È stato particolarmente noto nell'ambito videoludico per avere inventato e realizzato il Magnavox Odyssey, la prima console casalinga per videogiochi.

## Biografia
Nacque in Germania. Di origini ebraiche, emigrò negli Stati Uniti con la sua famiglia per sfuggire alle persecuzioni naziste. Dopo avere ottenuto il titolo di Bachelor of Science in ingegneria televisiva nel 1949, lavorò in diverse compagnie fino ad essere ingaggiato, nel 1958, alla Sanders Associates, dove rimase fino al 1987 e dove, insieme a Bill Harrison, sviluppò alcuni prototipi di videogiochi fra cui il Bucket Filling Game e la successiva Brown Box, che portarono alla realizzazione del Magnavox Odyssey. Baer fu noto anche per avere realizzato il gioco elettronico Simon, molto popolare fra gli anni settanta e ottanta del XX secolo.
Nel 2005, al programma televisivo G-Phoria del canale G4, ricevette un Legend Award per il suo lavoro nello sviluppo dei videogiochi.
Il 13 febbraio 2006 riceve la Medaglia nazionale di tecnologia e innovazione dal presidente George W. Bush, per aver gettato le fondamenta ed avere condotto un lavoro pionieristico nella creazione, sviluppo e commercializzazione dei videogiochi ("groundbreaking and pioneering creation, development and commercialization of interactive video games").
Il 20 febbraio 2006 ricevette il Pioneer award al GDC.
Nel 2008 ricevette un IEEE Masaru Ibuka Consumer Electronics Award.
Il 27 febbraio 2008 riceve il "2008 Developers Choice Awards Pioneer award". Il premio riconosce personalità che hanno contribuito allo sviluppo di videogiochi.
Il 1º aprile 2010 fu introdotto nella National Inventors Hall of Fame con una cerimonia al United States Department of Commerce a Washington.

## Pubblicazioni
- Videogames - In the Beginning (2005)[8]